# Benasque
Benasque (do XI wieku: Benasco, arag., patués Benás, kat. Benasc) – gmina w Hiszpanii, we wspólnocie autonomicznej Aragonia, w prowincji Huesca, w comarce Ribagorza. Znajduje się w Pirenejach, przy granicy hiszpańsko-francuskiej. Miasto położone jest 143 km od Huesca.
Powierzchnia gminy wynosi 233,20 km². Zgodnie z danymi INE, w 2011 roku liczba ludności wynosiła 2 236, a gęstość zaludnienia 9,59 osób/km². Wysokość bezwzględna gminy równa jest 1140 metrów. Klimat Benasque jest typowo górski, z chłodnymi latami i mroźnymi zimami z częstymi opadami śniegu. Średnia roczna temperatura wynosi 9,4 stopni.
Jedną ze szczególnych cech okolic Benasque jest występowanie specyficznego dialektu patués.

## Dynamika populacji
- 1991 – 1081
- 1996 – 1219
- 2001 – 1489
- 2004 – 2025
- 2007 – 2080
- 2008 – 2166
- 2011 – 2236

## Zabytki

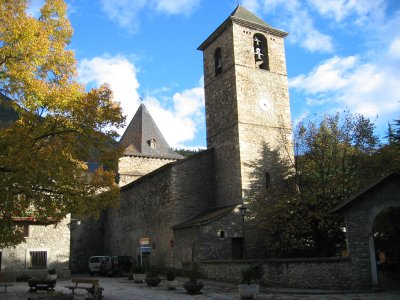
Kościół Santa María w Benasque

W Benasque znajduje się kościół Santa María z XVII wieku, a także renesansowy Palacio de los Condes de Ribagorza.